# Presentación

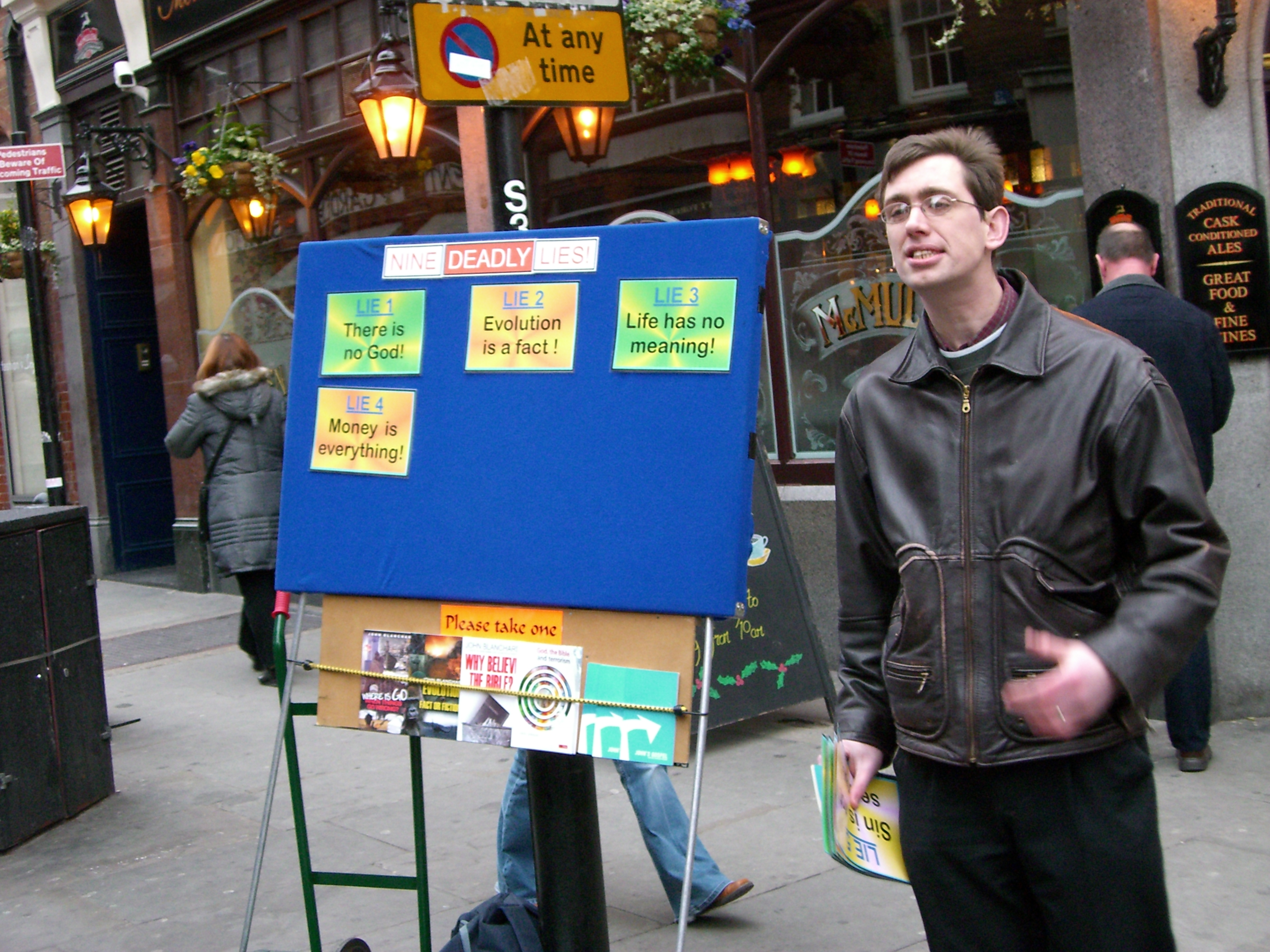
Una persona en Covent Garden difundiendo un tema, con apoyo de una presentación previamente preparada.

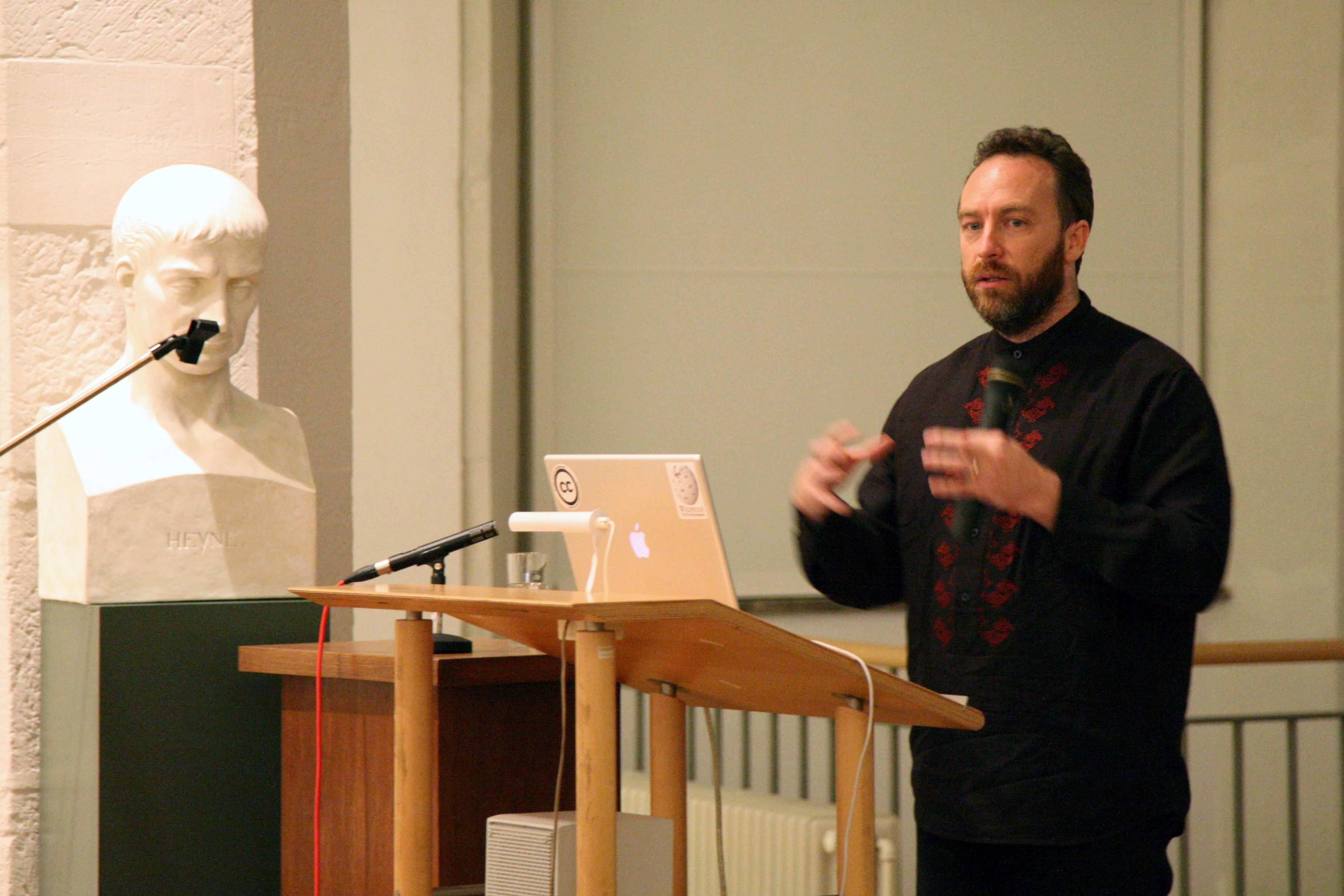
Jimmy Wales durante una presentación, el 16 de junio de 2006, en el Paulinerkirche, Gotinga, Baja Sajonia, Alemania.

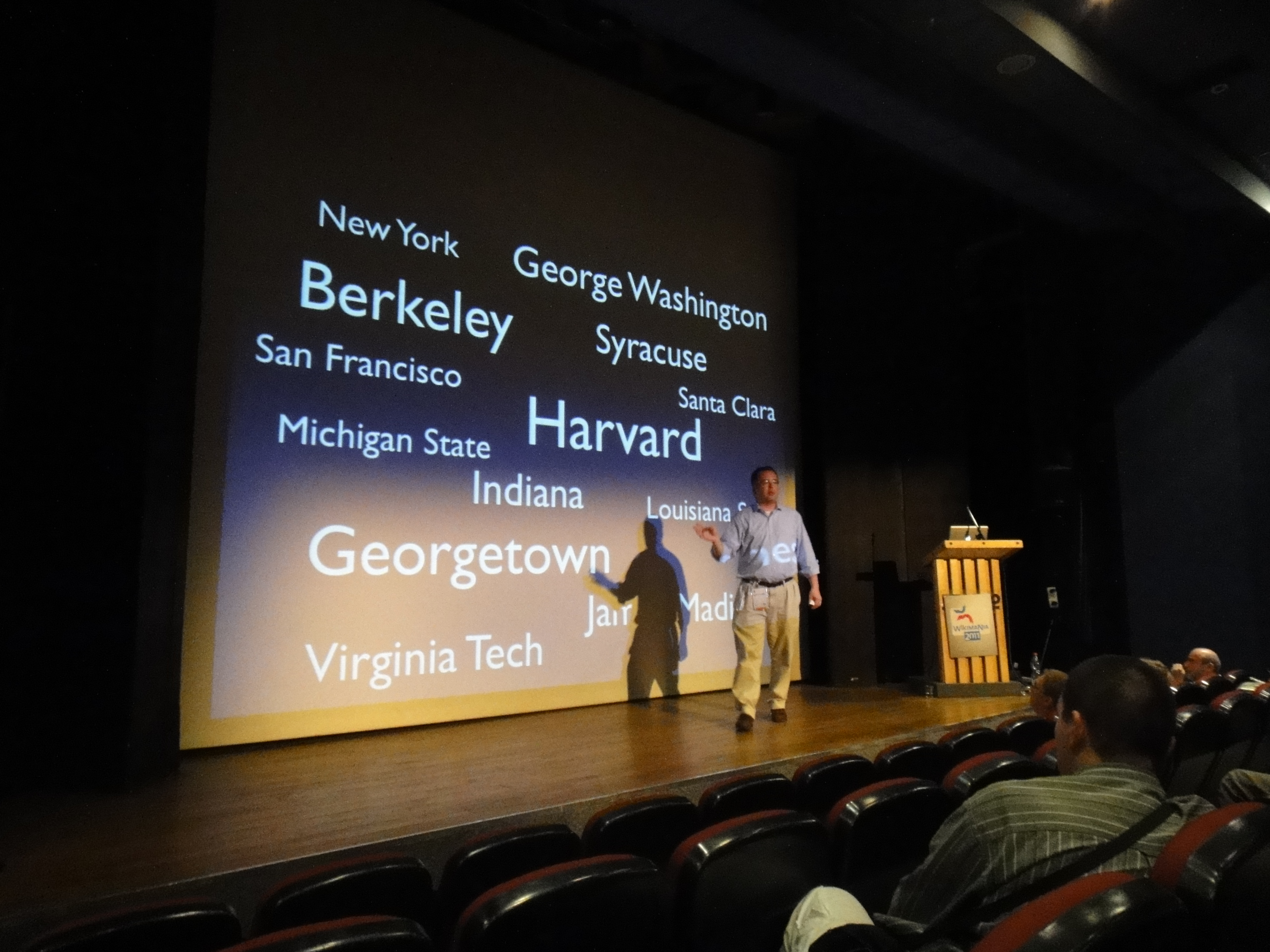
Wikimania 2011.

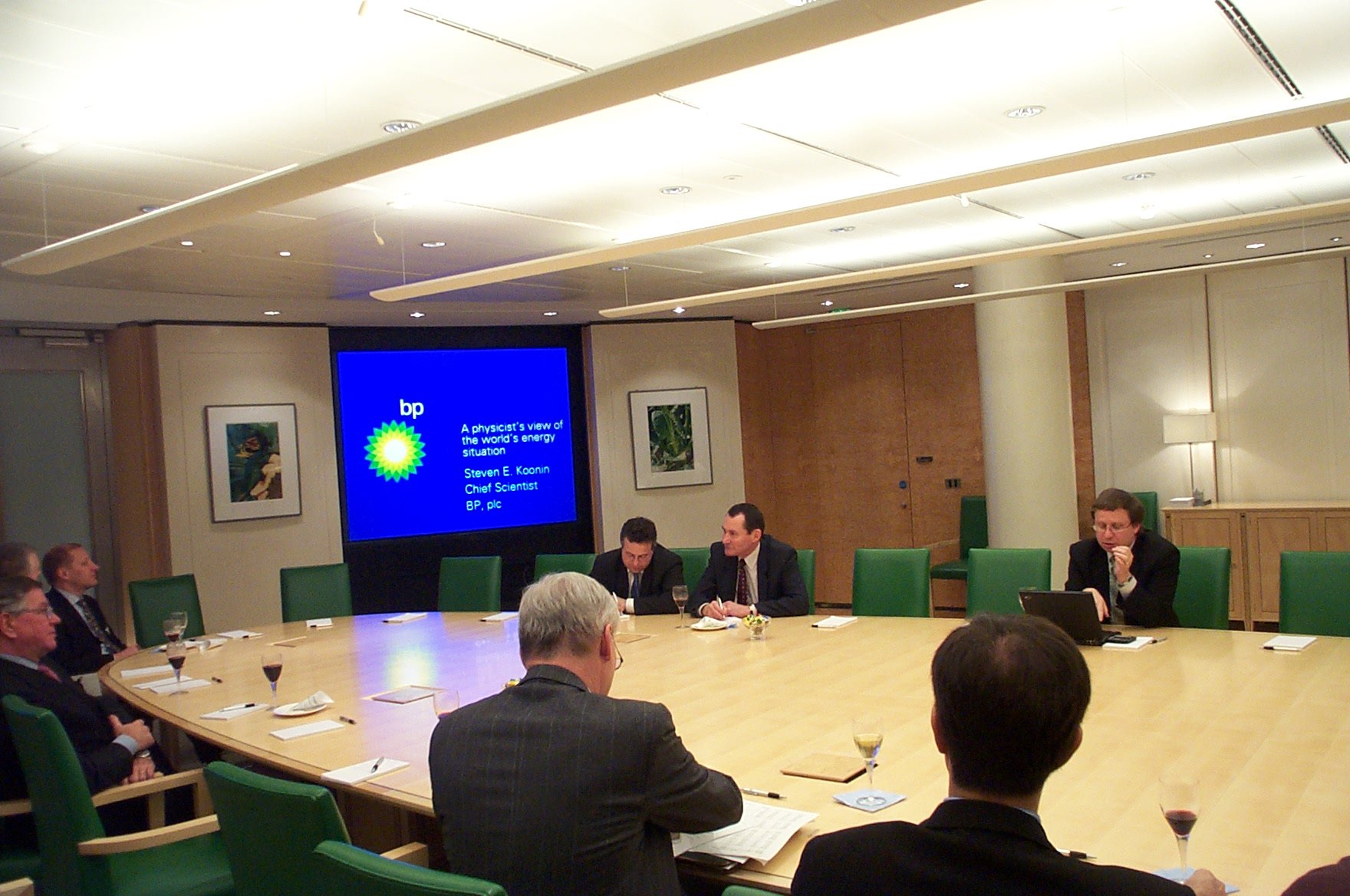
.

Una presentación es una forma de ofrecer y mostrar información de datos y resultados de una investigación. Generalmente es utilizado como un apoyo y/o una ayuda-memoria, para expresar los resultados de una investigación, pues con la presentación se puede disponer de un contenido multimedia (es decir cualquier apoyo visual o auditivo) que proporcione una referencia sobre la temática tratada, y que ayude a entender y explicar los resultados a los que se desea hacer.
Una presentación puede contener textos, imágenes, vídeos, y archivos de audio. Se puede dividir en dos tipos: (a) la presentación multimedia que es generalmente más utilizada a través de un programa de presentaciones, pero que también es posible realizar a través de carteles con imágenes y audio generalmente grabados para su reproducción (utilizado para presentar productos, proyectos, etc.); o (b) la presentación común, que contiene solamente imágenes, a menudo acompañadas de efectos o texto superpuesto; lo mismo que ocurre con la presentación multimedia, ocurre con este otro tipo de presentación, pues se puede implementar tanto en un programa de presentaciones, como a través de carteles de apoyo que ayuden a tratarla.

## Presentación multimedia
La presentación multimedia (software) utilizada como apoyo del desarrollo de un determinado tema, se extiende por su mayor facilidad y un manejo más simple. Una presentación hecha a través de una computadora, suele dar la misma simpleza que una presentación común. Tradicionalmente, se han utilizado y se utilizan variados programas de presentación. Mientras que recientemente, más jóvenes hacen presentaciones con herramientas de visualización como los software de mapa mental y herramientas gráficas (algunos de ellos pueden soportar el modo de presentación).

## Descripción
Una presentación generalmente es una combinación de textos e imágenes, y puede ser confundida con las presentaciones multimedia, pues se las suele identificar con las animaciones por ordenador, con el uso de gráficos y de vídeos, acompañados eventualmente de música y de ciertas series de sonidos que se organizan en un único entorno. Con frecuencia, la presentación tiene un argumento y una estructura organizada para la percepción conveniente de la información y de los resultados que se presentan.
Una característica distintiva es la utilización de la interactividad, muy requerida por los usuarios de los servicios informáticos modernos. Además, las presentaciones generalmente contienen textos e ilustraciones, siguiendo un estilo gráfico uniforme.
Hoy en día, la tecnología de la información permite crear presentaciones dinámicas e interactivas, con inserciones de audio y de vídeo, así como con efectos especiales, como por ejemplo el Análisis DAFO, para en este caso exponer análisis claros y precisos de los problemas que pueden afectar a una determinada empresa.